# Fačkov
Fačkov (in ungherese Facskó) è un comune della Slovacchia facente parte del distretto di Žilina, nella regione omonima.